# Witham
Witham är en stad och en civil parish i Braintree i Essex i England. Orten har 22 470 invånare.